# نورثروپ ام۲-اف۲
نورثروپ ام۲-اف۲ (به انگلیسی: Northrop M2-F2) یک هواپیمای ساختِ کارخانهٔ نورثروپ در کشور ایالات متحده آمریکا است. نخستین استفاده‌کنندهٔ این هواپیما ناسا بوده‌است. این هواپیما برای نخستین بار در ۱۲ ژوئیه ۱۹۶۶ میلادی مورد استفاده قرار گرفت.